# Harry Porter (atleta)
Harry Porter (Estados Unidos, 31 de agosto de 1882-21 de junio de 1965) fue un atleta estadounidense especializado en la prueba de salto de altura, en la que llegó a ser campeón olímpico en 1908.

## Carrera deportiva
En los JJ. OO. de Londres 1908 ganó la medalla de oro en el salto de altura, con una marca de 1,90 metros. Por este motivo, superó a las marcas de 1,88 metros del británico Cornelius Leahy, el húngaro István Somodi y el francés Georges Andre; los tres quedaron empatados con medalla de plata.